# 1996 RG1
1996 RG1 är en asteroid i huvudbältet som upptäcktes den 10 september 1996 av Beijing Schmidt CCD Asteroid Program vid Xinglong-observatoriet.
Asteroiden har en diameter på ungefär 3 kilometer.